# Sinterklaas

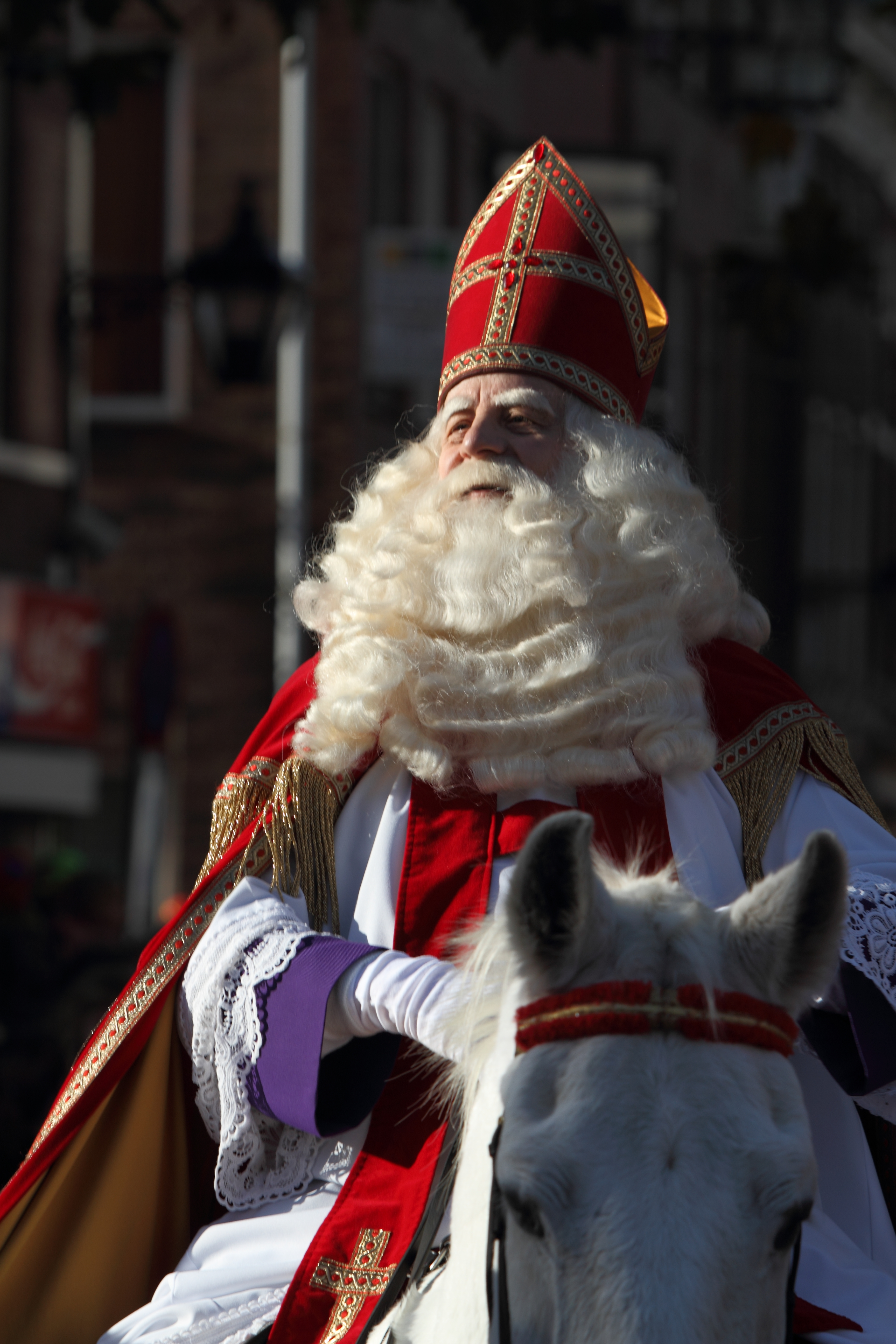
Sinterklaas che arriva nella città olandese di Schiedam nel 2009

Nel folklore olandese, belga, e dei territori circostanti, Sinterklaas o Sint-Nicolaas è una figura leggendaria basata su San Nicola, patrono dei bambini. Altri nomi per la figura includono De Sint ("Il santo"), De Goede Sint ("Il buon santo") e De Goedheiligman ("Il buon sant'uomo") in olandese; Saint Nicolas in francese; Sinteklaas nel dialetto frisone occidentale; Sinterklaos in lingua limburghese; Saint-Nikloi in fiammingo occidentale; Kleeschen e Zinniklos in lussemburghese e Sankt Nikolaus o Nikolaus in tedesco.
La festa di Sinterklaas si celebra il 6 dicembre, giorno di San Nicola. La festa viene celebrata ogni anno con la consegna di regali alla vigilia di San Nicola (5 dicembre) nei Paesi Bassi e la mattina del 6 dicembre, San Nicola, in Belgio, Lussemburgo e Francia settentrionale (Fiandre francesi, Lorena e Artois). La tradizione viene celebrata anche nei territori dell'ex impero olandese, tra cui Aruba e Curaçao.
Sinterklaas è una delle fonti della popolare icona natalizia di Babbo Natale.

## Personaggi

### Sinterklaas

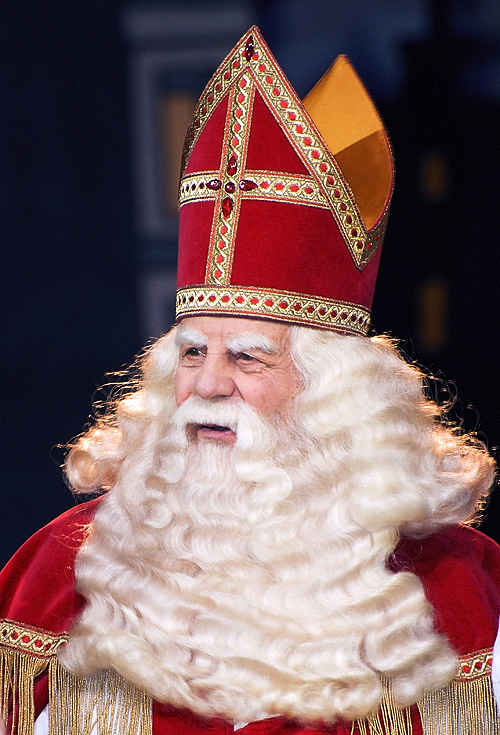
Sinterklaas interpretato da Bram van der Vlugt

Sinterklaas è basato sulla figura storica di San Nicola (270–343), un vescovo greco di Myra nell'attuale Turchia. È raffigurato come un uomo anziano, signorile e serio, con i capelli bianchi e la barba lunga e folta. Indossa un lungo mantello rosso o una casula sopra un tradizionale camice vescovile bianco e talvolta una stola rossa; indossa una mitra rossa e un anello di rubino e impugna un bastone pastorale color oro con un'elegante punta arricciata.
Cavalca tradizionalmente un cavallo bianco. Nei Paesi Bassi, il cavallo era chiamato Amerigo ma, nel 2019, Amerigo è stato "messo in pensione" e sostituito con un nuovo cavallo chiamato Oh zo snel ("oh così in fretta"), il cui nome è stato ispirato dal verso di una nota canzone su Sinterklaas. In Belgio, si chiama Slecht Weer Vandaag, che significa "maltempo oggi" o Mooi Weer Vandaag ("bel tempo oggi").
Sinterklaas porta con sé un grande libro rosso in cui è scritto se ogni bambino è stato buono o cattivo nell'anno trascorso.

### Zwarte Piet

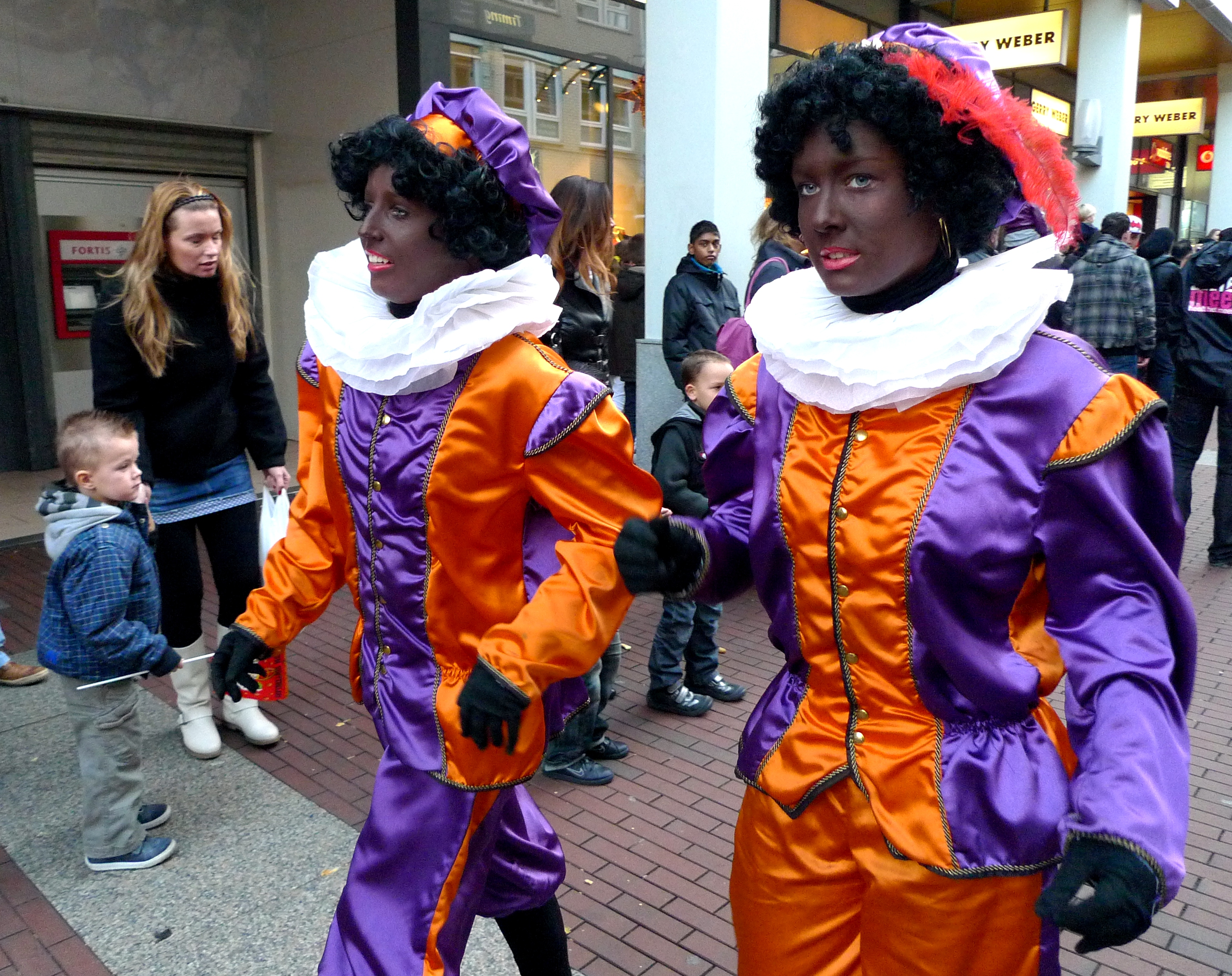
Due donne olandesi in costume come Zwarte Piet.

Sinterklaas è assistito da Zwarte Piet ("Pietro Nero"), un aiutante vestito con abiti moreschi e con la faccia nera. Zwarte Piet è apparso per la prima volta in stampa come il servitore senza nome di San Nicola in Sint-Nikolaas en zijn knecht ("San Nicola e il suo servo / apprendista"), pubblicato nel 1850 dall'insegnante di Amsterdam Jan Schenkman; tuttavia, la tradizione sembra risalire almeno all'inizio del XIX secolo. L'abito colorato di Zwarte Piet si basa su un abbigliamento nobile del XVI secolo, con un volant (colletto di pizzo) e un cappuccio piumato. Di solito è raffigurato mentre trasporta una borsa che contiene caramelle per i bambini, gettate in giro, una tradizione presumibilmente originata dalla storia di San Nicola che salva tre ragazze dalla prostituzione lanciando monete d'oro attraverso la finestra di notte per pagare le loro doti.
Tradizionalmente, portava anche una verga di betulla (in olandese: roe), una scopa da spazzacamino fatta di rami di salice, usata per sculacciare i bambini che erano stati cattivi. Alcune delle canzoni più vecchie di Sinterklaas menzionano i bambini cattivi che vengono messi nella borsa di Zwarte Piet e riportati in Spagna. Questa parte della leggenda si riferisce ai tempi in cui i Mori fecero irruzione nelle coste europee, e fino all'Islanda, per ridurre la popolazione locale in schiavitù. Questa caratteristica può essere ritrovata in altri compagni di San Nicola come Krampus e Père Fouettard. Nelle versioni moderne della festa di Sinterklaas, tuttavia, Zwarte Piet non porta più le uova e ai bambini non viene più detto che verranno portati in Spagna nella borsa di Zwarte Piet se sono stati cattivi.
Nel corso degli anni sono state aggiunte molte storie e Zwarte Piet si è sviluppato da un aiutante piuttosto stupido a un prezioso assistente del santo distratto. Negli adattamenti moderni per la televisione, Sinterklaas ha sviluppato uno Zwarte Piet per ogni funzione, come un capo Piet (Hoofdpiet), un Piet navigatore (Wegwijspiet) per navigare sulla nave a vapore dalla Spagna ai Paesi Bassi, un Piet dei regali (Pakjespiet) per incartare tutti i doni e un Piet acrobatico per arrampicarsi su tetti e camini.
Tradizionalmente il viso di Zwarte Piet si dice che sia nero perché è un Moro della Spagna. Oggi, alcuni preferiscono dire che il suo viso è annerito dalla fuliggine perché deve arrampicarsi attraverso i camini per consegnare regali per Sinterklaas.
La figura di Zwarte Piet è considerata da alcuni come razzista. Di conseguenza, le tradizioni che circondano la festa di Sinterklaas sono state oggetto di numerosi editoriali, dibattiti, documentari, proteste e persino violenti scontri nei festeggiamenti. Alcune grandi città e canali televisivi ora mostrano solo personaggi di Zwarte Piet con alcuni segni di fuliggine sul viso piuttosto che un volto completamente nero, i cosiddetti roetveegpieten ("Piet-fuliggine") o schoorsteenpieten ("Piet-camini"). Tuttavia, sia Zwarte Piet che la festività rimangono popolari nei Paesi Bassi.
In un sondaggio del 2013, il 92% del pubblico olandese non ha percepito Zwarte Piet come razzista o associato con la schiavitù, e il 91% si è opposto alla modifica dell'aspetto del personaggio. In un sondaggio analogo nel 2018, tra l'80 e l'88% del pubblico olandese non percepiva Zwarte Piet come razzista, e tra il 41 e il 54% erano soddisfatti dell'aspetto modernizzato del personaggio (un mix di roetveegpieten e volto di colore).

## Festa

### Arrivo dalla Spagna

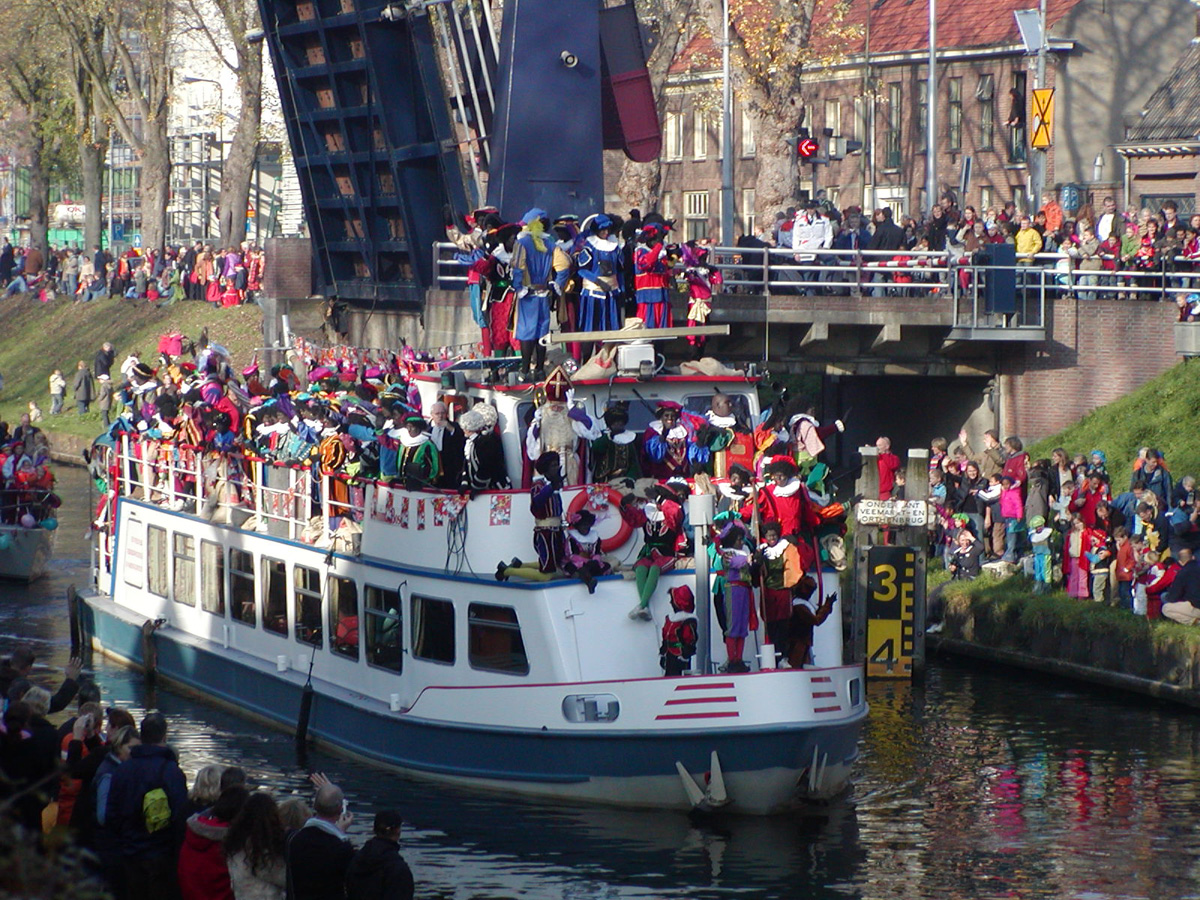
Sinterklaas e i suoi aiutanti Zwarte Piet arrivano in battello a vapore dalla Spagna

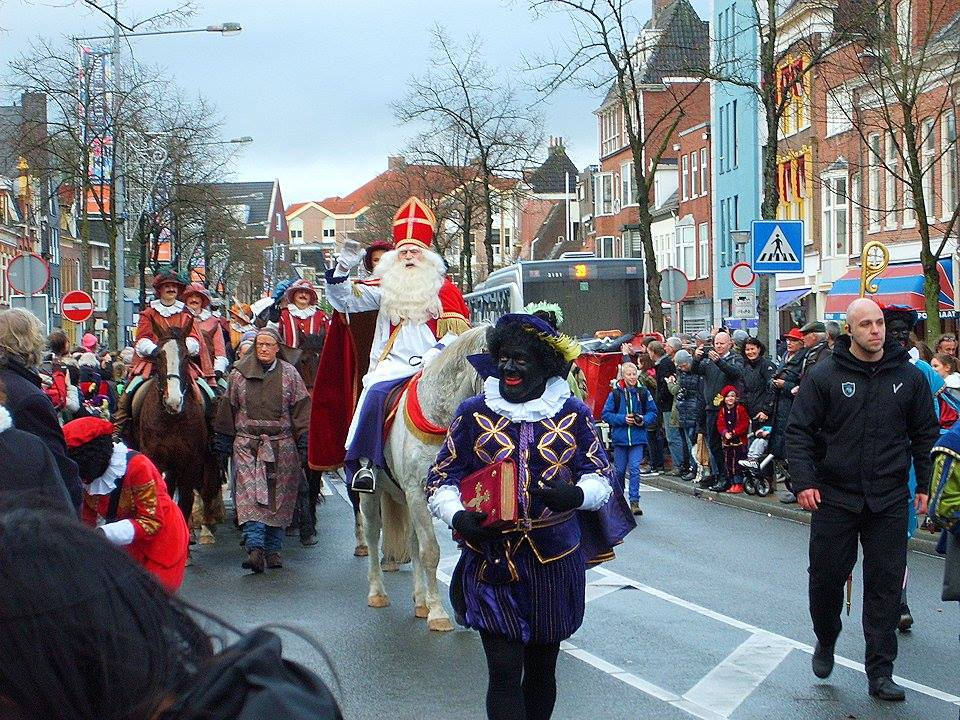
Sinterklaas che arriva a Groningen nel 2015

I festeggiamenti iniziano tradizionalmente ogni anno a metà novembre (il primo sabato dopo l'11 novembre), quando Sinterklaas "arriva" da un battello a vapore in una città marittima designata, presumibilmente dalla Spagna. Nei Paesi Bassi questo avviene ogni anno in un porto diverso, mentre in Belgio si svolge sempre nella città di Anversa. Il battello a vapore attracca, poi Sinterklaas sbarca e sfila per le strade sul suo cavallo, accolto dai bambini che applaudono e cantano canzoni tradizionali di Sinterklaas. I suoi assistenti Zwarte Piet lanciano caramelle e piccoli biscotti rotondi simili a pan di zenzero, kruidnoten o pepernoten, sulla folla. L'evento è trasmesso in diretta dalla televisione nazionale nei Paesi Bassi e in Belgio.
A seguito di questo arrivo nazionale, ogni altra città celebra il proprio intocht van Sinterklaas ("arrivo di Sinterklaas"). Gli arrivi locali di solito si svolgono più tardi lo stesso sabato dell'arrivo nazionale, la domenica successiva (il giorno dopo il suo arrivo nei Paesi Bassi o in Belgio) o un fine settimana dopo l'arrivo nazionale. In alcune località inaccessibili via mare o fiume, Sinterklaas arriva in treno, a cavallo, in carrozza trainata da cavalli o persino con un camion dei pompieri.

Si dice che Sinterklaas provenga dalla Spagna, forse perché nel 1087 metà delle reliquie di San Nicola furono trasportate nella città italiana di Bari, che in seguito fece parte del Regno di Napoli spagnolo. Altri suggeriscono che i mandarini, tradizionalmente doni associati a San Nicola, portarono all'idea sbagliata che doveva provenire dalla Spagna. Questa teoria è sostenuta da una poesia olandese documentata nel 1810 a New York e dotata di una traduzione inglese:
Olandese
Sinterklaas, goedheiligman!

Trek uwe beste tabberd an,

Reis daar mee naar Amsterdam,

Van Amsterdam naar Spanje,

Daar Appelen van Oranje,

Daar Appelen van granaten,

Die rollen door de straten.
Inglese
Saint Nicholas, good holy man!

Put on the Tabard, best you can,

Go, therewith, to Amsterdam,

From Amsterdam to Spain,

Where apples bright of Orange,

And likewise those granate surnam'd,

Roll through the streets, all free unclaim'd [...]
 Il testo proviene da un opuscolo pubblicato da John Pintard a New York nel 1810. È la prima fonte che menziona la Spagna in relazione a Sinterklaas. Pintard voleva che San Nicola diventasse patrono di New York e sperava di stabilire una tradizione Sinterklaas. Apparentemente ricevette aiuto dalla comunità olandese di New York, che gli fornì la poesia originale olandese di Sinterklaas. A rigor di termini, la poesia non afferma che Sinterklaas viene dalla Spagna, ma che deve andare in Spagna per raccogliere le arance e i melograni. Quindi il legame tra Sinterklaas e la Spagna passa attraverso le arance, una sorpresa molto apprezzata nel XIX secolo. Più tardi si perse la connessione con le arance e la Spagna divenne la sua casa.

### Periodo che precede la vigilia di San Nicola

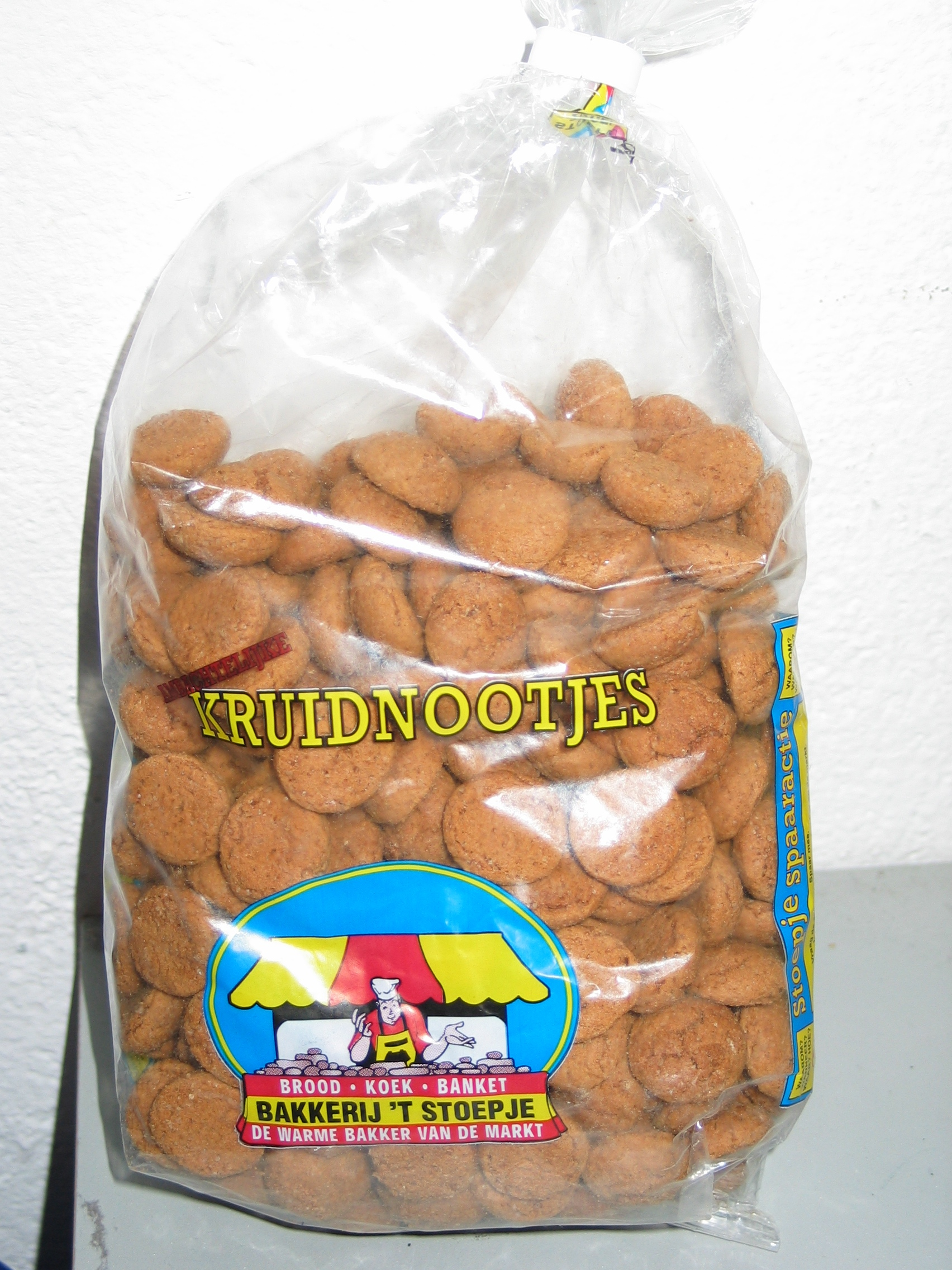
Kruidnoten, piccoli biscotti rotondi simili a pan di zenzero

Nelle settimane tra il suo arrivo e il 5 dicembre, Sinterklaas visita anche scuole, ospedali e centri commerciali. Si dice che cavalchi il suo cavallo bianco-grigio sui tetti di notte, offrendo doni attraverso il camino ai bambini ben educati. Tradizionalmente, i bambini birichini rischiavano di essere catturati dal Pietro Nero, che portava allo scopo con sé una sacca di iuta e una canna di salice.
Prima di andare a letto, i bambini mettono le scarpe vicino al camino della stufa a carbone o del camino (o nei tempi moderni vicino al radiatore del riscaldamento centrale). Lasciano la scarpa con dentro una carota o del fieno e una ciotola d'acqua "per il cavallo di Sinterklaas", e i bambini cantano una canzone di Sinterklaas. Il giorno dopo trovano delle caramelle o un piccolo regalo nelle loro scarpe.
Le prelibatezze tipiche di Sinterklaas includono tradizionalmente mandarini, pepernoot, speculaas (a volte ripieni di pasta di mandorle), banketletter (pasta ripiena di pasta di mandorle) o una lettera di cioccolato (l'iniziale del nome del bambino fatta di cioccolato), monete di cioccolato, suikerbeest (figure a forma di animali fatte di confezione zuccherina) e figure di marzapane. Le prelibatezze più recenti includono biscotti al pan di zenzero o una statuetta di Sinterklaas fatta di cioccolato e avvolta in un foglio di alluminio colorato. 

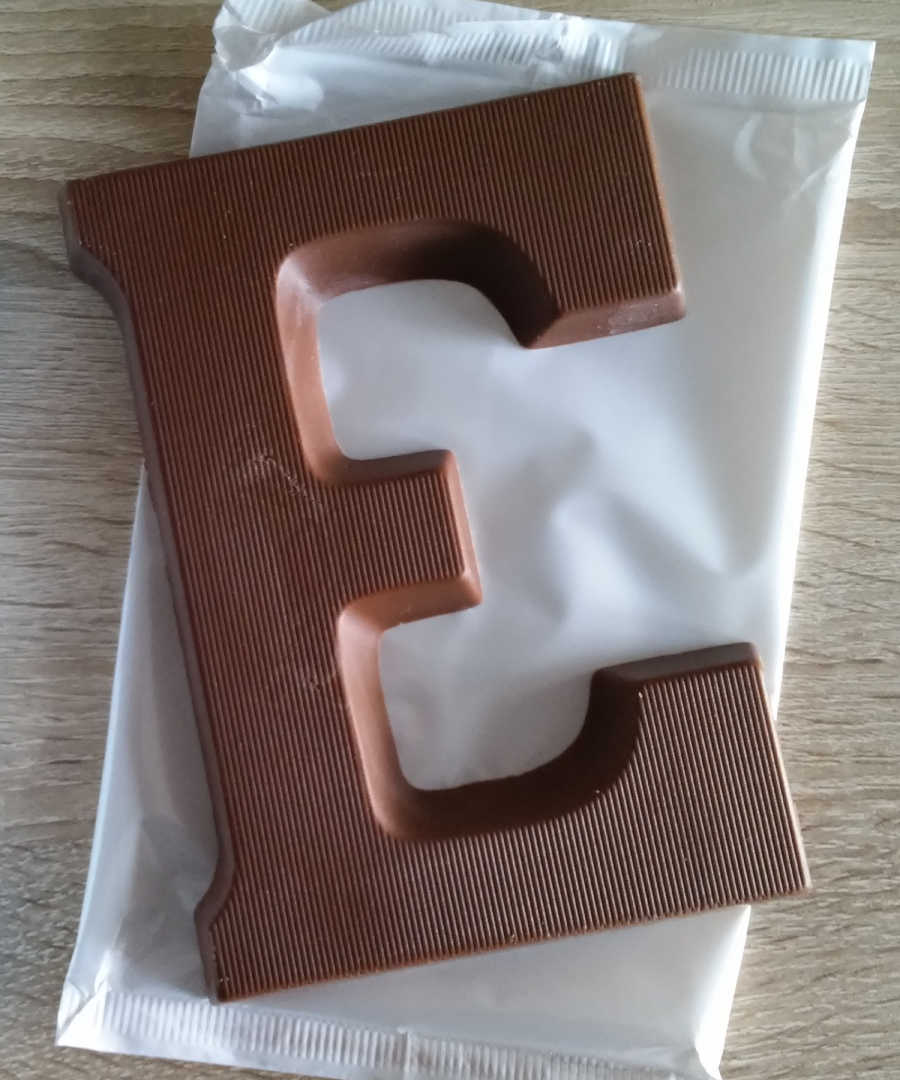
Una lettera di cioccolato, tipico dolce Sinterklaas nei Paesi Bassi

### La vigilia e il giorno di San Nicola
Nei Paesi Bassi, la Vigilia di San Nicola, il 5 dicembre, è diventata la principale occasione per fare regali durante le festività invernali. La serata si chiama Sinterklaasavond ("Serata di Sinterklaas") o Pakjesavond ("Serata di regali", o letteralmente "Serata di pacchi").
La sera del 5 dicembre, genitori, familiari, amici o conoscenti fingono di agire per conto di "Sinterklaas", o dei suoi aiutanti, e fanno credere ai bambini che "Sinterklaas" gli abbia davvero portato dei regali. Questo può essere fatto attraverso un biglietto "ritrovato", che spiega dove sono nascosti i regali, come se Zwarte Piet avesse fatto visita e avesse lasciato un sacco di regali. A volte un vicino bussa alla porta (fingendo di essere uno Zwarte Piet) e lascia il sacco fuori per farlo ritrovare ai bambini; questo varia da famiglia a famiglia. Quando arrivano i regali, il soggiorno è decorato con i pacchi, proprio come il giorno di Natale nei paesi anglofoni. Il 6 dicembre "Sinterklaas" parte senza indugi e tutti i festeggiamenti sono finiti.
Nei Paesi Bassi meridionali e in Belgio, la maggior parte dei bambini deve aspettare fino alla mattina del 6 dicembre per ricevere i propri doni e Sinterklaas è visto come una festa quasi esclusivamente per bambini. Le scarpe sono riempite con una poesia o una lista dei desideri per Sinterklaas e carote, fieno o zollette di zucchero per il cavallo la sera del quinto e in Belgio spesso si posizionano una bottiglia di birra per Zwarte Piet e una tazza di caffè per Sinterklaas accanto a loro. Anche in alcune aree, quando è tempo che i bambini rinunciano al loro ciuccio, lo mettono nella sua scarpa ("custodita da Sinterklaas") e viene sostituito con cioccolato la mattina successiva.
Il presente viene spesso mascherato in modo creativo con confezionamento divertente, insolito o personalizzato. Questa è chiamata surprise (dal francese).
Le poesie di Sinterklaas di solito accompagnano i regali, recanti un messaggio personale per il destinatario. Di solito è una poesia umoristica che spesso prende in giro il ricevente per cattive abitudini ben note o altri difetti del personaggio.
Negli ultimi anni, influenzati dai media nordamericani e dalla tradizione natalizia anglosassone, quando i bambini raggiungono l'età in cui viene loro detto "il grande segreto di Sinterklaas", alcune persone passeranno alla vigilia di Natale o al giorno di Natale per lo scambio dei regali. I bambini più grandi nelle famiglie olandesi spesso celebrano il Natale con regali invece di pakjesavond.  Invece di tali doni portati da Sinterklaas, i membri della famiglia di solito disegnano nomi per un evento paragonabile al "Babbo Natale segreto". A causa della popolarità del suo "cugino più anziano" Sinterklaas, Babbo Natale non è tuttavia comunemente visto nei Paesi Bassi e in Belgio.

## Storia

### Europa precristiana

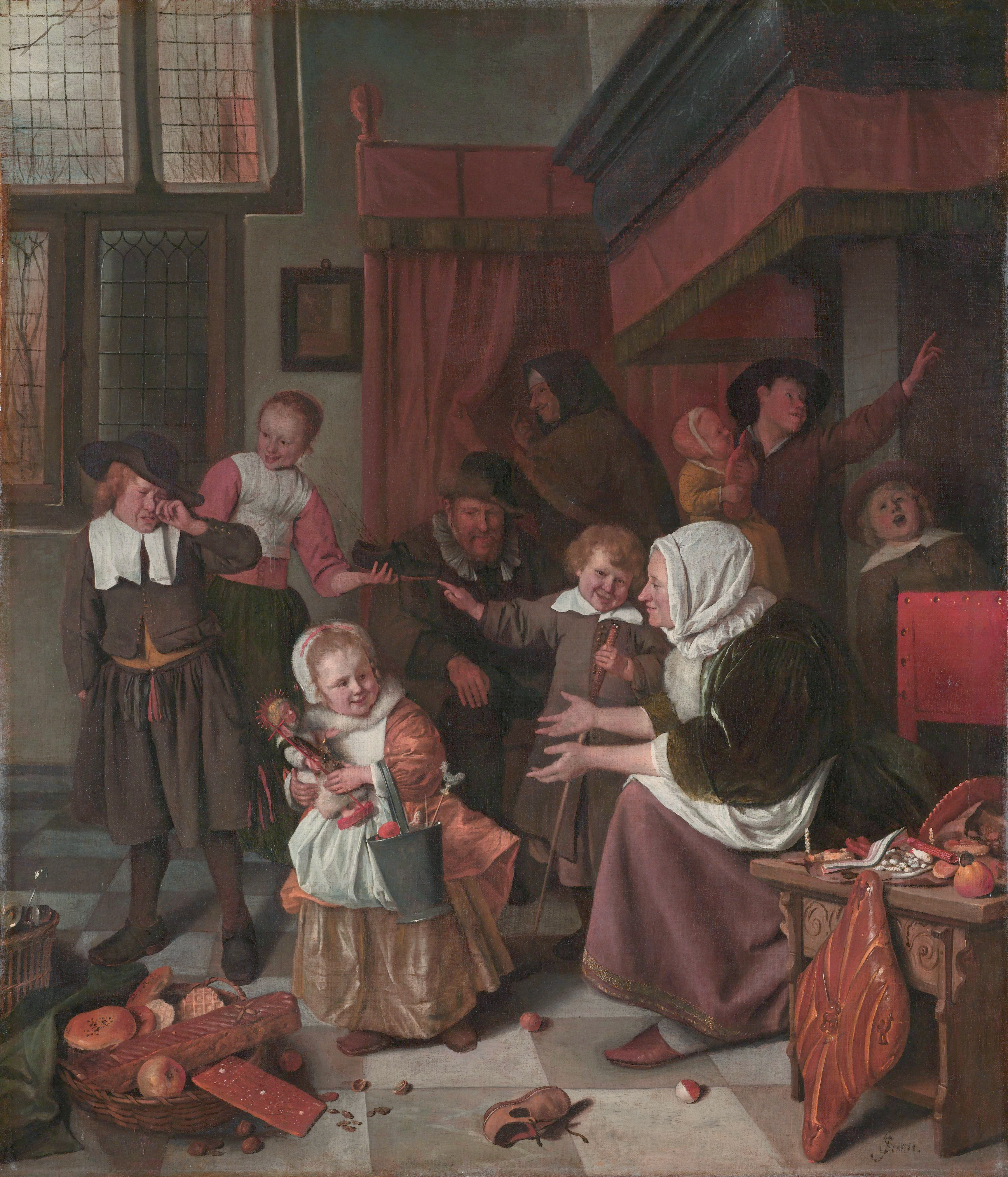
La festa di San Nicola, di Jan Steen, 1660s

Hélène Adeline Guerber e altri hanno tracciato parallelismi tra Sinterklaas e i suoi aiutanti e la Caccia selvaggia di Wodan o Odino, la divinità principale tra i popoli germanici, che era adorato nell'Europa settentrionale e occidentale prima della cristianizzazione. Cavalcando il cavallo bianco Sleipnir, volava in aria come il capo della Caccia selvaggia, sempre accompagnato da due corvi neri, Huginn e Muninn. Quegli aiutanti avrebbero ascoltato, proprio come Zwarte Piet, al camino - che all'epoca era solo un buco nel tetto - per dire a Wodan del comportamento buono e cattivo dei mortali. A causa del suo carattere speculativo, tuttavia, questa vecchia teoria "germanica" ha scarso sostegno tra gli studiosi di oggi, sebbene continui a essere popolare nelle fonti non accademiche. Allo stesso tempo, sembra chiaro che la tradizione di San Nicola contenga un numero di elementi che non sono di origine ecclesiastica.

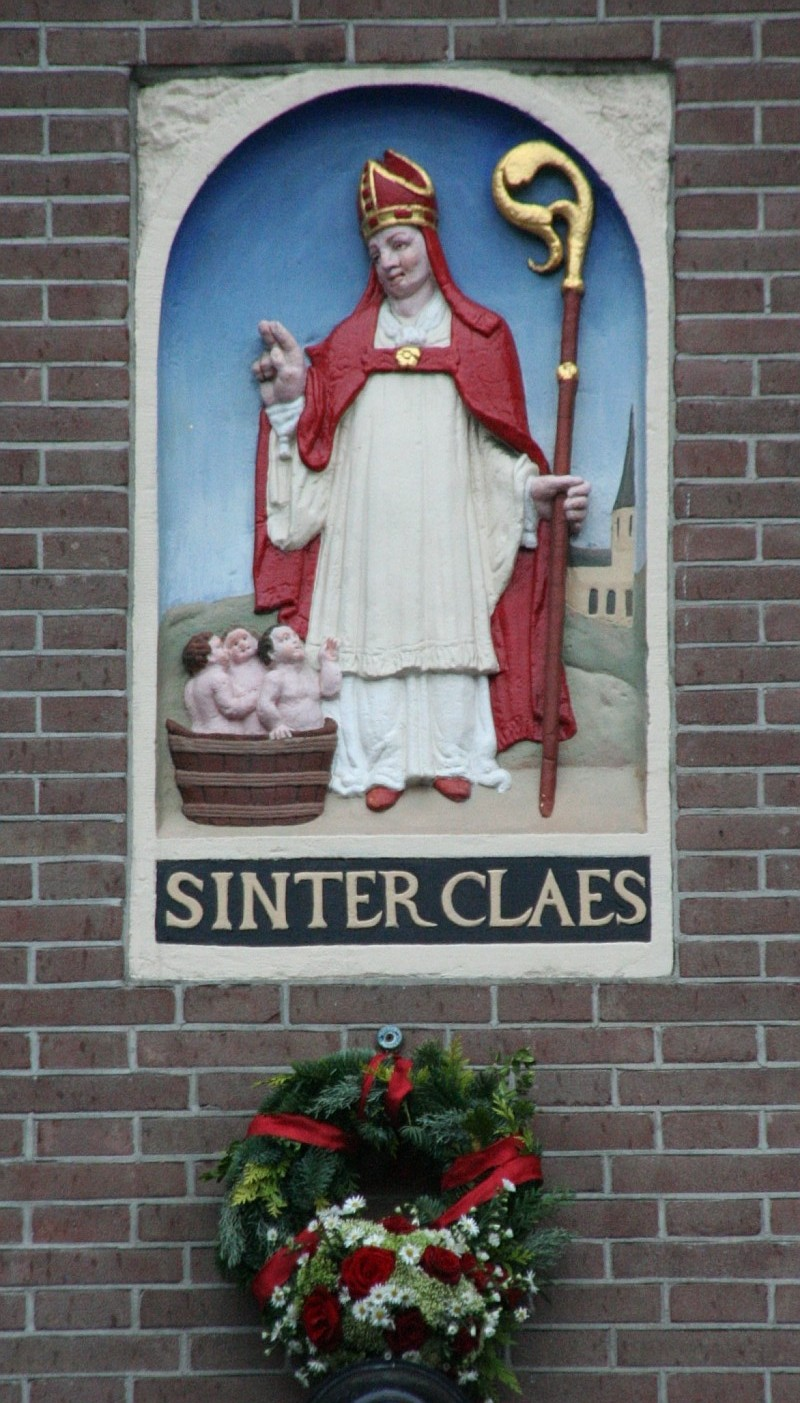
Rappresentazione di Sinter Claes in una casa del XVI secolo vicino alla diga di Amsterdam. San Nicola è il santo patrono della capitale dei Paesi Bassi

### Medioevo
La Sinterklaasfeest sorse durante il Medioevo. La festa è stata sia un'occasione per aiutare i poveri, mettendo i soldi nelle loro scarpe (il che si è evoluto nel mettere regali nelle scarpe dei bambini) sia una festa "liberatoria", simile al Carnevale, che spesso ha portato a travestimenti, un ribaltamento "turbolento" dei ruoli quotidiani e ubriachezza pubblica diffusa.
Nelle prime tradizioni, gli studenti eleggevano uno dei loro compagni di classe come "vescovo" il giorno di San Nicola, che avrebbe governato fino al 28 dicembre (giorno degli innocenti), e talvolta recitavano eventi della vita del vescovo. Man mano che il festival si spostava nelle strade della città, divenne più vivace.

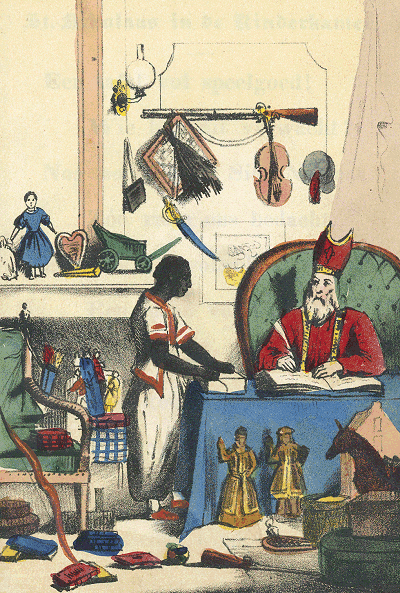
Illustrazione del libro del 1850 St. Nikolaas en zijn knecht ("San Nicola e il suo servo"), di Jan Schenkman, 1850

### XVI e XVII secolo
Durante la Riforma protestante nell'Europa del XVI e XVII secolo, i riformatori protestanti come Martin Lutero cambiarono il santo portatore dei regali in Gesù Bambino o Christkindl e spostarono la data per fare regali dal 6 dicembre alla vigilia di Natale. Alcuni comuni e chierici protestanti proibirono le feste di San Nicola, poiché i protestanti volevano abolire il culto dei santi e della santa adorazione, mantenendo viva la festa del dono di metà inverno.
Dopo il successo della rivolta delle province settentrionali ampiamente protestanti dei Paesi Bassi contro il dominio del re cattolico romano Filippo II di Spagna, i nuovi reggenti, ministri e chierici calvinisti proibirono la celebrazione di San Nicola. La nuova Repubblica olandese indipendente divenne ufficialmente un paese protestante e abolì le celebrazioni cattoliche pubbliche. Tuttavia, la festa di San Nicola non è mai completamente scomparsa nei Paesi Bassi. Ad Amsterdam, dove i festeggiamenti pubblici di San Nicola erano molto popolari, i principali eventi come i mercatini e le fiere venivano tenuti in vita con persone che impersonavano Nicola vestito con abiti rossi invece del tabard e della mitra di un vescovo. Il governo olandese alla fine tollerò le celebrazioni private della famiglia del giorno di San Nicola, come si può vedere nel dipinto di Jan Steen La festa di San Nicola.

### XIX secolo
Nel diciannovesimo secolo, il santo emerse dall'oscurità e, allo stesso tempo, la festa divenne più secolarizzata. La tradizione moderna di Sinterklaas come festa per bambini fu probabilmente confermata dal libro illustrato per bambini Sint-Nicolaas en zijn knecht ("San Nicola e il suo servo"), scritto nel 1850 dall'insegnante Jan Schenkman (1806-1863). Alcuni sostengono che abbia introdotto le immagini dei regali di Sinterklaas consegnati dal camino, cavalcando i tetti delle case su un cavallo grigio e arrivando dalla Spagna con il battello a vapore, che a quel tempo era una eccitante invenzione moderna. Forse basandosi sul fatto che San Nicola è storicamente il santo patrono dei marinai (molte chiese a lui dedicate sono state costruite vicino ai porti), Schenkman avrebbe potuto essere ispirato dai costumi e dalle idee spagnole sul santo quando lo rappresentò arrivando attraverso l'acqua nel suo libro. Schenkman ha anche creato la canzone Zie ginds komt de stoomboot ("Guarda oltre, il battello a vapore sta arrivando"), che è ancora popolare nei Paesi Bassi.
Nella versione di Schenkman, le figure medievali del finto demone, che in seguito cambiaono in aiutanti orientali o moreschi, fu rappresentata per la prima volta come di colore e chiamata Zwarte Piet (Pietro Nero).

### Seconda guerra mondiale
Durante l'occupazione tedesca dei Paesi Bassi (1940-1945) molte delle poesie tradizionali su Sinterklaas furono riscritte per riflettere gli eventi in corso. La Royal Air Force (RAF) veniva spesso celebrata. Nel 1941, ad esempio, la RAF lasciò cadere scatole di caramelle nei Paesi Bassi occupati. Un poema classico diventato contemporaneo era il seguente: 
Olandese
Sinterklaas, kapoentje,

Gooi wat in mijn schoentje,

Gooi wat in mijn laarsje,

Dank U Sinterklaasje
Versione della Seconda guerra mondiale
R.A.F. Kapoentje,

Gooi wat in mijn schoentje,

Bij de Moffen gooien,

Maar in Holland strooien!
Inglese
Sinterklaas, little capon,

Throw something in my little shoe,

Throw something in my little boot,

Thank you dear Sinterklaas
Versione della Seconda guerra mondiale
R.A.F. little Capon,

throw something in my little shoe

throw [bombs] at the Krauts

but scatter [candy] in Holland!
 Questa è una variante di una delle rime tradizionali più note, con "RAF" che sostituisce "Sinterklaas" nella prima riga (le due espressioni hanno le stesse caratteristiche metriche nella prima e nella seconda e nella terza e quarta riga). La parola olandese kapoentje ("piccolo mascalzone") è tradizionale nella poesia, ma in questo caso allude anche a un cappone . La seconda riga è direttamente dalla filastrocca, ma nella terza e quarta riga la RAF è incoraggiata a lanciare bombe sui Moffen (termine offensivo per i tedeschi) e caramelle sui Paesi Bassi. Molte delle poesie di Sinterklaas di questo tempo riflettono la mancanza di cibo e di generi di prima necessità e il fatto che gli occupanti tedeschi avevano preso tutto ciò che avesse valore; altre esprimevano ammirazione per la resistenza olandese.
Originariamente Sinterklaas era accompagnato solo da uno (o talvolta due) Zwarte Pieten, ma subito dopo la liberazione dei Paesi Bassi, i soldati canadesi organizzarono una festa di Sinterklaas con molti Zwarte Pieten, e da quando questa è stata un'usanza, ogni Piet normalmente ha il suo compito dedicato.

## Sinterklaas nelle ex colonie olandesi
A Curaçao, ancora ad oggi, vengono organizzati eventi in onore di Sinterklass secondo la tradizione olandese. I Zwarte Piet sono viola, oro, blu, giallo e arancione ma soprattutto nero e nero scuro. Il primo ministro Ivar Asjes ha parlato negativamente della tradizione. Nel 2011, il governo di Gerrit Schotte ha minacciato di ritirare il patrocinio per la tradizione olandese dopo l'arresto dell'attivista Quinsy Gario, quando ha protestato a Dordrecht contro l'uso degli Zwarte Piet.
Anche in Suriname sono stati organizzati eventi in stile olandese. Nel 1970 il drammaturgo surinamese Eugène Drenthe immaginò il personaggio di Gudu Ppa ("Padre dei ricchi" a Sranantongo) come una sostituzione postcoloniale di Sinterklaas. Invece di un uomo bianco, Gudu Ppa era nero. I suoi aiutanti simboleggiavano i diversi gruppi etnici del Suriname, in sostituzione dei Zwarte Piet. Sebbene promosso dal regime militare negli anni ottanta, Gudu Ppa non ha mai preso piede. Nel 2011, il membro dell'opposizione parlamentare ed ex presidente Ronald Venetiaan ha chiesto la messa al bando ufficiale di Sinterklaas perché considerava Zwarte Piet un elemento razzista. Dal 2013, la festa di Sinterklaas del 5 dicembre è stata sostituita da Kinderdag ("Festa dei bambini") in Suriname.

## Sinterklaas come fonte per Babbo Natale
Sinterklaas è la base per la figura nordamericana di Babbo Natale. Si sostiene che durante la Guerra d'indipendenza americana, gli abitanti di New York, ex città coloniale olandese (Nuova Amsterdam), reinventarono la loro tradizione di Sinterklaas, poiché San Nicola era un simbolo del passato non inglese della città. Negli anni Settanta del XIX secolo il New York Gazetteer notò che la festa di "St. a Claus" veniva celebrata "dai discendenti delle antiche famiglie olandesi, con le loro solite festività". In uno studio sui "libri per bambini, periodici e riviste" di Nuova Amsterdam, lo studioso Charles Jones non ha trovato riferimenti a San Nicola o Sinterklaas. Non tutti gli studiosi concordano con le scoperte di Jones, che ha ribadito in un libro del 1978. Howard G. Hageman, del Seminario teologico di New Brunswick, sostiene che la tradizione di celebrare Sinterklaas a New York esistesse nei primi insediamenti della Hudson Valley. Egli concorda sul fatto che "non ci sono dubbi sul fatto che quando il revival di San Nicola arrivò con Washington Irving, la tradizionale osservanza dei Paesi Bassi fosse completamente scomparsa". Tuttavia, le storie di Irving hanno messo in risalto le leggende dei primi coloni olandesi, quindi mentre la pratica tradizionale potrebbe essersi estinta, il San Nicola di Irving potrebbe essere stato un revival di quel filone del folklore olandese dormiente. Nelle sue revisioni del 1812 su A History of New York, Irving inserì una sequenza di sogni in cui San Nicola si innalzava sulle cime degli alberi in un carro volante  –  una creazione che altri avrebbero poi vestito come Babbo Natale.
A New York, due anni prima, John Pintard aveva pubblicato un pamphlet con illustrazioni di Alexander Anderson in cui chiedeva di fare di San Nicola il patrono di New York e di iniziare una tradizione legata a Sinterklaas. Apparentemente fu supportato dagli olandesi perché nel suo opuscolo includeva una vecchia poesia olandese di Sinterklaas con una traduzione in inglese. Nel testo olandese, San Nicola è indicato come "Sancta Claus". Alla fine, la sua iniziativa ha aiutato Sinterklaas a presentarsi come Babbo Natale nella celebrazione del Natale, che è tornato - liberato dalla dignità e dai legami episcopali - passando per l'Inghilterra e successivamente per la Germania in Europa.
La Saint Nicholas Society di New York celebra una festa il 6 dicembre. La città di Rhinebeck, nella contea di Dutchess, New York, fondata da immigrati olandesi e tedeschi, celebra ogni anno una festa per Sinterklaas. Include il transito di Sinterklaas sul fiume Hudson e poi una sfilata per il centro città.
Durante la Riforma nell'Europa del XVI-XVII secolo, molti protestanti cambiarono il portatore di doni da Sinterklaas a Christ Child o Christkindl (corrotto in inglese in Kris Kringle). Allo stesso modo, la data di consegna dei regali è cambiata dal 5 o 6 dicembre alla vigilia di Natale.

## Sinterklaas nella cultura di massa
In una scena di Il miracolo della 34ª strada, una ragazza olandese riconosce Kris Kringle come Sinterklaas. Conversano in olandese e cantano una canzone di Sinterklaas mentre lei è seduta sulle sue ginocchia, con stupore di Susan Walker, che viene poi convinta che sia il vero Babbo Natale.
Sinterklaas è stato oggetto di numerosi romanzi, film e serie televisive olandesi, rivolti principalmente ai bambini. I film per bambini a tema Sinterklaas includono Il desiderio di Winky (2005) e il sequel Che fine ha fatto il cavallo di Winky? (2007).
I film a tema Sinterklaas rivolti agli adulti includono il dramma Makkers Staakt uw Wild Geraas (1960), che ha vinto un Orso d'argento all'11º Festival internazionale del cinema di Berlino; la commedia romantica Alles is Liefde (2007) e il suo remake belga Zot van A. (2010); e il film horror diretto da Dick Maas Sint (2010).
De Club van Sinterklaas è una soap opera a tema Sinterklaas rivolta ai bambini. La popolare serie televisiva è in onda dal 1999 e ha avuto diverse serie spin-off. Dal 2001, un programma di "notizie" di Sinterklaas rivolto ai bambini viene trasmesso quotidianamente dalla televisione olandese durante le festività natalizie, il Sinterklaasjournaal  La serie Nickelodeon olandese-belga Slot Marsepeinstein è andata in onda dal 2009.
Gran parte della prima metà di A War of Gifts di Orson Scott Card riguarda la tradizione Sinterklaas, tra cui il capitolo 4 "Sinterklaas Eve" e 5 "Sinterklaas Day".
Sinterklaas appare come personaggio in numerose storie a fumetti Disney di produzione olandese.
Nel quarto episodio della prima stagione della serie televisiva The Librarians (... e la missione di Babbo Natale), Santa (Bruce Campbell) è un "avatar immortale" che è esistito in molte incarnazioni diverse nel corso della storia. Dopo aver sperimentato un avvelenamento da vischio, si trasforma brevemente in Sinterklaas, usando la sua magia per far apparire i giocattoli nelle scarpe della gente, prima di riprendere il controllo della sua attuale incarnazione.
Sinterklaas è apparso anche in Sesamstraat, la versione olandese di Sesame Street.
La tradizione del Sinterklaasavond (serata dei regali) compare anche nella terza stagione della serie televisiva fiamminga WtFOCK, remake della serie norvegese Skam.

## Personaggi natalizi correlati
Altri personaggi festivi basati su San Nicola sono celebrati in alcune parti della Germania e dell'Austria (Sankt Nikolaus); Ungheria (Mikulás); Svizzera (Samichlaus); Italia (San Nicola a Bari, in Alto Adige, in comuni alpini e molti altri); parti di Bosnia ed Erzegovina, Croazia e Serbia (Sveti Nikola); Slovenia (Sveti Nikolaj o Sveti Miklavž); Grecia (Hagios Nikolaos); Romania (Moș Nicolae); Albania (Shën Kolli, Nikolli), tra gli altri.